# Tvrdomestice
Tvrdomestice és un poble i municipi d'Eslovàquia que es troba a la regió de Nitra, al sud-oest del país. La primera menció escrita de la vila es remunta al 1280.

## Demografia
| Godina             | 1994 | 2004   | 2014   | 2024   |
| ------------------ | ---- | ------ | ------ | ------ |
| Nombre de persones | 479  | 491    | 459    | 455    |
| Diferència         |      | +2,50% | −6,51% | −0,87% |

| Godina             | 2023 | 2024   |
| ------------------ | ---- | ------ |
| Nombre de persones | 461  | 455    |
| Diferència         |      | −1,30% |